# Bandhani

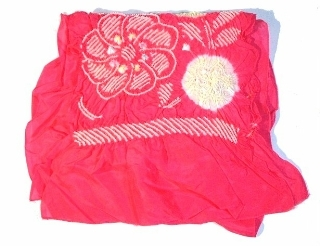
Shibori

Bandhani ist eine Handwerkskunst aus dem südlichen Asien, bei der Textilien gefaltet, abgebunden und gefärbt werden, um diese mit farblichen und reliefartigen Mustern zu versehen. Der Ausdruck leitet sich aus dem Hindi-Wort baandh ab, das „Abbinden“ bedeutet, und bezeichnet sowohl die Technik als auch das fertige Produkt. 

## Verbreitung und Benennungen

Verschiedene Designs von Bandhani-Tüchern

Diese kunstvolle Textiltechnik des Abbindens und Färbens gelangte in der Vergangenheit auch nach China und später nach Japan, wo diese Technik Shibori genannt wird. Spuren davon finden sich auch in verschiedenen Ländern Südostasiens. Diese Technik ist international auch unter der malaiisch-indonesischen Bezeichnung Plangi bekannt. In Indien wird diese Handwerkskunst nur in zwei Bundesstaaten ausgeübt, in Gujarat und Rajasthan, zwei benachbarten Regionen im westlichen Indien.

## Technik
Die angewandte Technik ist allgemein unter dem englischsprachigen Ausdruck tying & dying bekannt. Sie besteht aus den beiden Hauptbearbeitungsschritten Abbinden und Färben.

### Abbinden – Tying
Der weiße, meistens ungebleichte Stoff wird vor dem Abbinden in zwei Schichten gefaltet. Zurzeit sind zwei Verfahren im Gebrauch, von denen das erstere noch ganz mit herkömmlichen Materialien auskommt: Ein Rangara (Färber) markiert zuerst mit einer Schnur, die in eine auswaschbare Farblösung (in Kutch als Geru bekannt) getaucht ist, die großen Flächen. Geru ist eine wässrige Lösung aus Rötel (rotem Ocker). Dann stempelt er mit dem Geru-getränkten Druckblock die einzelnen Muster auf. Lücken zwischen den Verbindungsstellen werden mit einem Bambussplitter nachgezeichnet. Eine viel schnellere und präzisere Methode setzt sich jedoch immer mehr durch: Man fertigt eine dünne, durchsichtige Plastikschablone mit Löchern im gewünschten Design an, legt diese auf den Stoff und reibt mit einem Geru-getränkten Lappen oder Schwamm darüber, wobei sich das Muster auf dem Untergrund abzeichnet. 
Nach dem Übertragen des Designs oder Musters wird das Gewebe an Frauen verteilt, um es entsprechend dem Musters abzubinden. Das Abbinden wird meistens in Heimarbeit von Frauen und Mädchen ausgeführt. Die Kenntnisse werden innerhalb der khatri (Werkgemeinschaft, Zunft) immer von der Mutter an die Tochter weitergegeben. Je nach Material, das abgebunden werden soll (Seide oder Baumwolle), wird das Garn entsprechend ausgewählt.

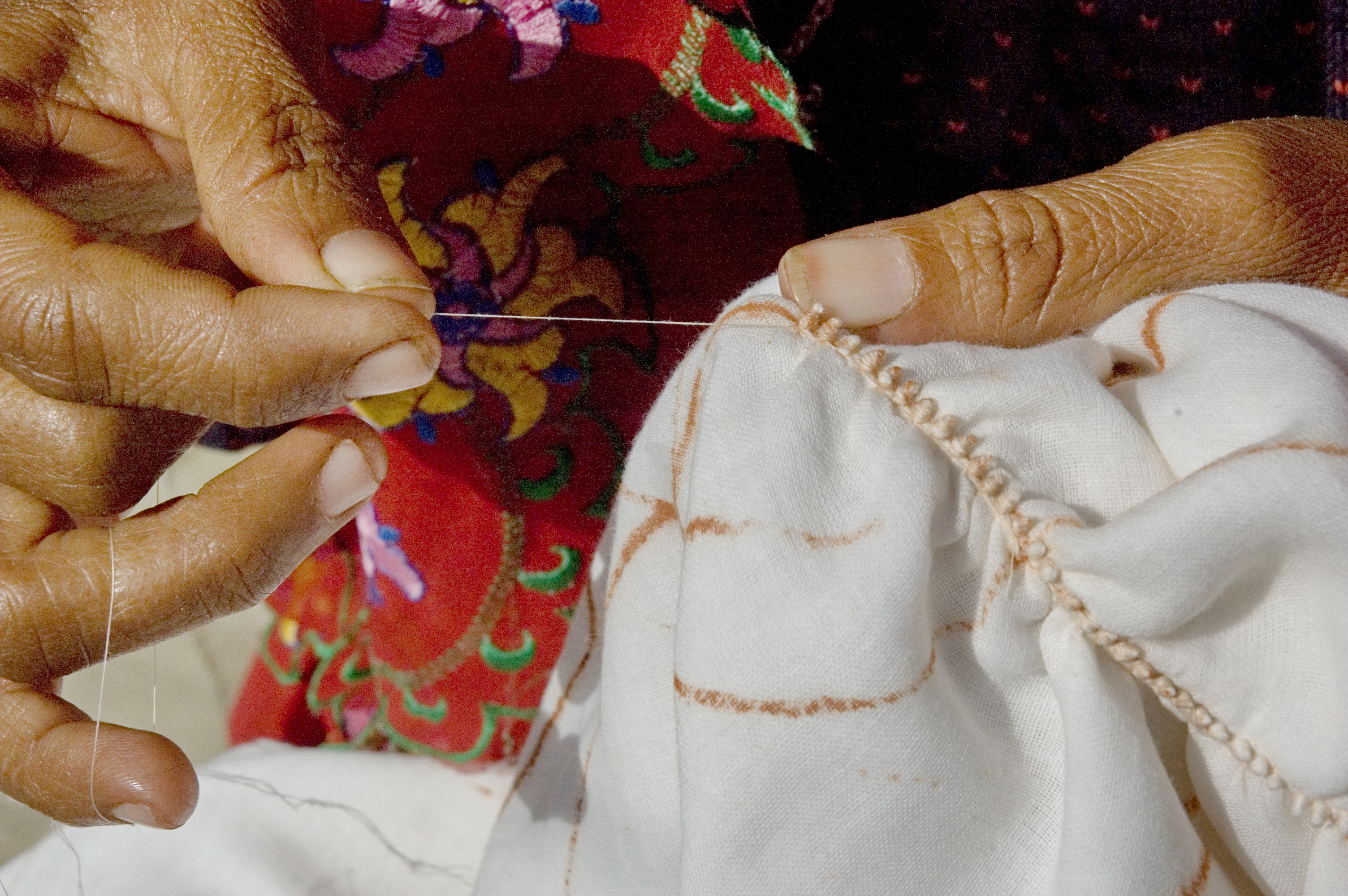
Mit feinem Garn werden die nicht zu färbenden Punkte abgebunden

Die Frauen sind über die ganze Region in vielen Dörfern verteilt. Das Abbinden kann zwei Wochen dauern, aber auch, in Abhängigkeit von der Komplexität des Designs und der Anzahl der abzubindenden Punkte, bis zu einem Jahr betragen.
Bei dem lose auf dem Schoß liegenden Stoff wird das Material mit einfachem Baumwollgarn abgebunden. Dazu wird der Stoff von unten mit dem langen, spitzen Fingernagel des kleinen Fingers hochgeschoben (oder mit der Nakhalia, einem Ring, auf dem ein Dorn sitzt) und der entstandene Stoffwulst schnell sechs- bis achtmal umwickelt. Dann wird der Faden ohne Abschneiden zum nächsten Punkt weitergeführt, bis alle Stellen, die weiß bleiben sollen, umwickelt sind.
Diese Verschnürungen reservieren die Farbe vom Gewebe, und nach dem Aufwickeln zeigt sich ein Muster von kleinen weißen Ringen, deren Mittelpunkt in der Farbe erscheint, mit der zuletzt gefärbt wurde. (Das Gewebe wird immer zuerst mit der hellsten Farbe gefärbt.)

### Färben – Dying
Während das Abbinden als typisch weibliche Aufgabe angesehen wird, obliegt Männern der nächste Schritt, das Färben.
Das fertig abgebundene Tuch wird sodann dem Meisterfärber übergeben. Nach dem ersten Abbinden wird der Stoff gewöhnlich in gelber oder einer anderen hellen Farbe eingefärbt. Nach dem Spülen, Auswringen und Trocknen wird der Stoff an den Stellen abgebunden, die später als gelbe Punkte erscheinen sollen, und dann in einer dunkleren Farbe wie Rot oder Grün eingefärbt. Nach dem ersten Färbeprozess folgen in der Regel neue Abbindungen und weitere Färbungen.

Doppelt gefärbtes Bandhani-Seidentuch, Design: Kamaldeep Kaur

Nach Vollendung des letzten Färbebades wird das Gewebe gewaschen, und wenn erforderlich, gestärkt. Farbtupfer können sowohl von Hand aufgetragen werden als auch durch getrennte Tauchbäder während der einzelnen Färbevorgänge. Diese Technik ist in Rajasthan weit verbreitet, in Gujarat jedoch kaum. Helle Farben kann man nach der ersten Gelbfärbung auftragen, bevor der Stoff für die nächste Färbung abgebunden wird. Man kann auch nach dem letzten Färbebad einzelne weiße oder gelbe Punkte wieder aufwickeln, und diese in einer kräftigeren Farbe wie zum Beispiel Blau färben.

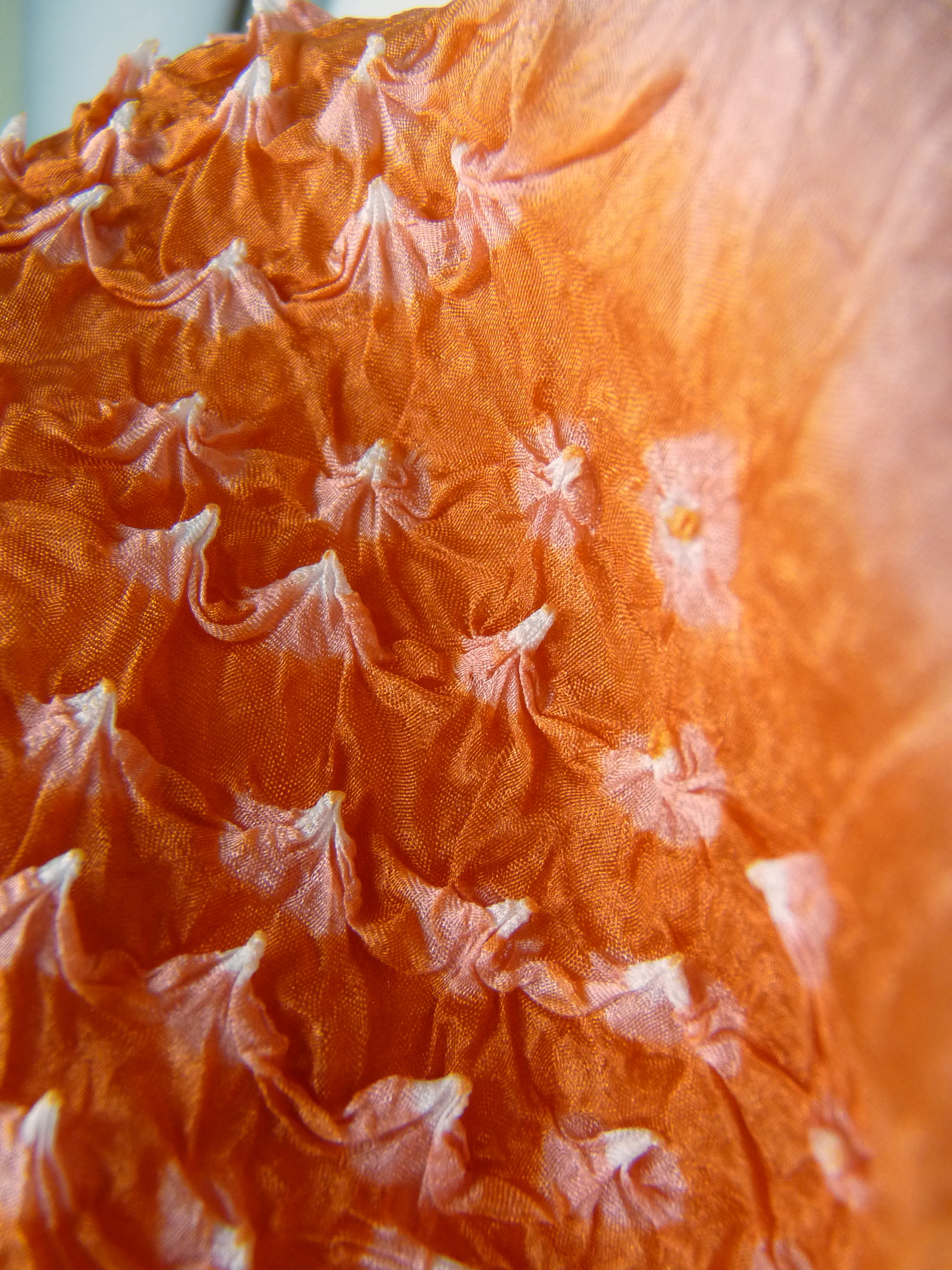
Doppelt gefärbter Schal in Bandhani-Technik, Design: Kamaldeep Kaur

Nach dem endgültig letzten Färbebad wird das Tuch vollständig getrocknet, bevor es dann geöffnet wird. So bleiben die Muster für viele Jahre auf der Seide erhalten.

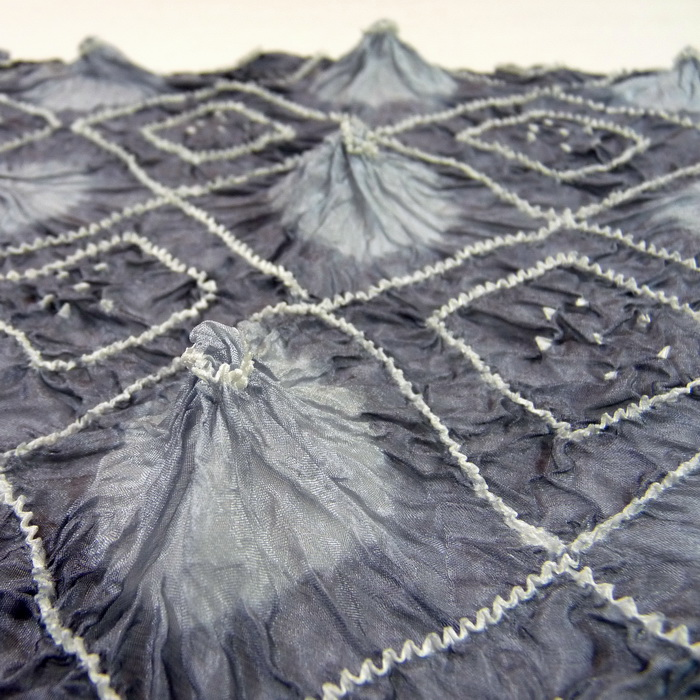
Reliefartiges Design eines Bandhani-Schals, Design: Kamaldeep Kaur

Junge indische Designer, wie zum Beispiel Kamaldeep Kaur, arbeiten nicht nur mit der zwei-dimensionalen Wirkung des (flächigen) Musters auf der Seide, sondern auch mit der Dreidimensionalität, die dadurch entsteht, dass die Erhebungen der geöffneten Abbindungen im Seidengewebe erhalten bleiben und so eine reliefartige „Seidenlandschaft“ zum Vorschein kommt.